# لي جون-هو
لي جون-هو (هانغل: 이준호) هو لاعب كرة قدم كوري جنوبي في مركز ظهير ‏، ولد في 27 يناير 1989 في كوريا الجنوبية. لعب مع إنتشون يونايتد.

## وصلات خارجية
- لي جون-هو على موقع دوري كوريا الجنوبية (الإنجليزية)
- لي جون-هو على موقع قاعدة بيانات كرة القدم.إي يو (الإنجليزية)
- لي جون-هو على موقع Soccerway.com (الإنجليزية)